# Max Kappis

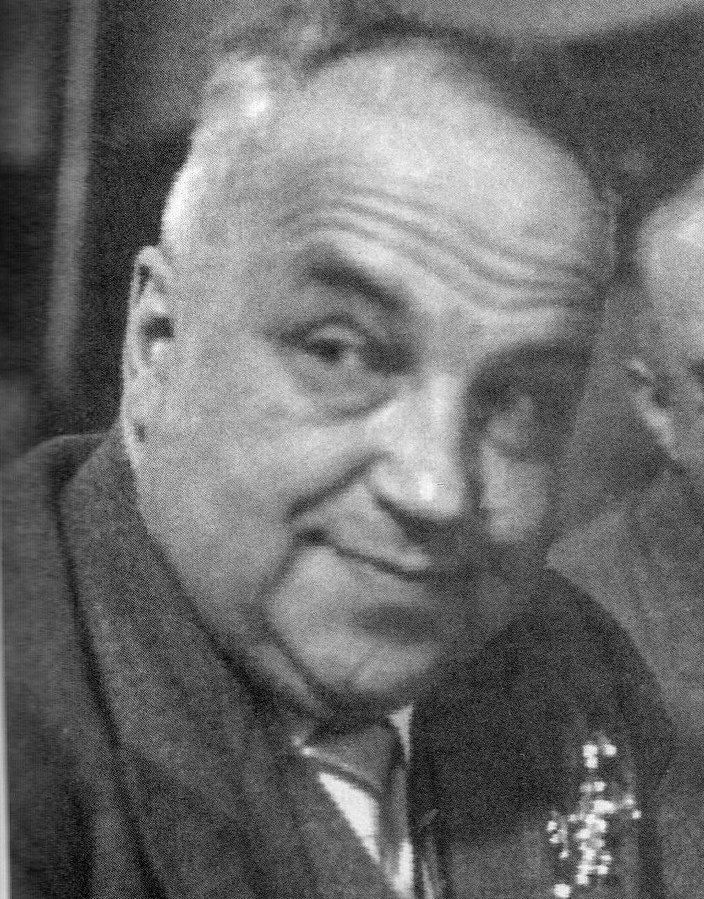
Max Kappis

Max Kappis (* 6. Oktober 1881 in Tübingen; † 5. August 1938 in Würzburg) war ein deutscher Chirurg und Hochschullehrer.

## Leben
Als Sohn eines Kaufmanns studierte Kappis von 1899 bis 1904 an der Eberhard Karls Universität Tübingen und der Friedrich-Wilhelms-Universität zu Berlin Medizin. Seit 1899 war er Mitglied der Landsmannschaft Ghibellinia. Nach den Staatsexamen und der Approbation wurde er 1906 in Tübingen zum Dr. med. promoviert. Sein Doktorvater war der Pathologe Paul Clemens von Baumgarten. Die chirurgische Ausbildung durchlief er an der Christian-Albrechts-Universität zu Kiel bei Wilhelm Anschütz, bei dem er sich 1913 habilitierte. Anschütz „rühmte die unermüdliche Sorge von Kappis um die Kranken“. Von 1914 bis 1916 nahm er als Stabsarzt der Reserve am Ersten Weltkrieg teil. 1918 erhielt er ein Extraordinariat in Kiel. 1922 ging er als leitender Arzt an die Chirurgische Abteilung von Hannovers Städtischem Krankenhaus I. Dort „schuf er mustergültige Operationsräume“. 1926 und 1933 leitete er in Hannover die 33. und die 47. Tagung der Vereinigung Nordwestdeutscher Chirurgen.
Von 1926 bis 1932 Mitglied der Deutschen Volkspartei, trat Kappis zum 1. März 1933 in die NSDAP ein (Mitgliedsnummer 1.513.528). Am 1. März 1935 wurde er auf Initiative der Hochschulkommission der NSDAP auf den Lehrstuhl für Chirurgie der Julius-Maximilians-Universität Würzburg berufen, den seit Herbst 1934 Ernst Seifert vertreten hatte, und zum Vertrauensmann der NSDAP an der Medizinischen Fakultät ernannt. Stark übergewichtig, starb er mit 56 Jahren an einer „unvermerkt vorgedrungenen Krankheit“. Am 1. Juni 1939 erhielt Ernst Seifert die freigewordene planmäßige Professur für Chirurgie.

## Ehrungen
- Eisernes Kreuz II. Klasse (1915)
- Friedrichs-Orden I. Klasse (1916)
- Rote Kreuz-Medaille (Preußen) III. Klasse (1916)
- Ehrenkreuz des Weltkrieges

## Veröffentlichungen (Auswahl)
- Kriegsverletzungen der oberen Extremitäten.
- Organisation und ordnungsgemäßer Betrieb des Operationssaals. Thieme, Leipzig 1927.
- Vorbeugung und Bekämpfung der Operationsgefahren. Thieme, Leipzig 1933.
- Allgemeine und spezielle chirurgische Diagnostik: Ein Lehrbuch für Studierende und Ärzte, 2. Auflage. Urban & Schwarzenberg, Berlin 1937.
- Die Bedeutung von Carl Caspar von Siebold für die deutsche Chirurgie. In: Bruns Beiträge zur klassischen Chirurgie. Band 166, 1937, S. 286–297.